# Wereldkampioenschappen skeleton
De wereldkampioenschappen skeleton werden voor het eerst in 1982 en worden vanaf 1989 met regelmaat gehouden. De Internationale Bobslee- en Skeletonfederatie (IBSF) organiseert het skeletontoernooi tegelijkertijd met en op dezelfde locatie als de wereldkampioenschappen bobsleeën. Het toernooi wordt jaarlijks gehouden, behalve in een olympisch jaar.
Aan de eerste edities deden alleen de mannen mee. Vanaf 2000 doen de vrouwen mee. Vanaf 2004 wordt het toernooi gelijktijdig gehouden met het bobsleetoernooi. Van 2007-2019 werd er een landenteamcompetitie gehouden, een gecombineerd bobslee/skeleton-kampioenschap. Bij dit onderdeel werden de tijden van een run skeleton mannen, skeleton vrouwen, tweemansbob mannen en tweemansbob vrouwen bij elkaar opgeteld. In 2020 werd voor het eerst een teamwedstrijd skeleton georganiseerd met per team een mannelijke en een vrouwelijke skeletonracer, die in elk direct na elkaar een run afdaalden. Er gold een maximum van twee teams per land.

## Edities
In de onderstaande tabel staan alle edities en per editie de gehouden onderdelen.
N.B. T = 2007-2019 landenwedstrijd met bobsleeën, vanaf 2020 gemengdteam met twee skeletonners
| Jaar | Plaats       | Land             | M | V | T |
| ---- | ------------ | ---------------- | - | - | - |
| 1982 | Sankt Moritz | Zwitserland      | + |   |   |
|      |              |                  |   |   |   |
| 1989 | Sankt Moritz | Zwitserland      | + |   |   |
| 1990 | Königssee    | Duitsland        | + |   |   |
| 1991 | Igls         | Oostenrijk       | + |   |   |
| 1992 | Calgary      | Canada           | + |   |   |
| 1993 | La Plagne    | Frankrijk        | + |   |   |
| 1994 | Altenberg    | Duitsland        | + |   |   |
| 1995 | Lillehammer  | Noorwegen        | + |   |   |
| 1996 | Calgary      | Canada           | + |   |   |
| 1997 | Lake Placid  | Verenigde Staten | + |   |   |
| 1998 | Sankt Moritz | Zwitserland      | + |   |   |
| 1999 | Altenberg    | Duitsland        | + |   |   |
| 2000 | Igls         | Oostenrijk       | + | + |   |
| 2001 | Calgary      | Canada           | + | + |   |
| 2003 | Nagano       | Japan            | + | + |   |
| 2004 | Königssee    | Duitsland        | + | + |   |
| 2005 | Calgary      | Canada           | + | + |   |
| 2007 | Sankt Moritz | Zwitserland      | + | + | + |
| 2008 | Altenberg    | Duitsland        | + | + | + |
| 2009 | Lake Placid  | Verenigde Staten | + | + | + |
| 2011 | Königssee    | Duitsland        | + | + | + |
| 2012 | Sankt Moritz | Zwitserland      | + | + | + |
| 2013 | Lake Placid  | Verenigde Staten | + | + | + |
| 2015 | Winterberg   | Duitsland        | + | + | + |
| 2016 | Igls         | Oostenrijk       | + | + | + |
| 2017 | Königssee    | Duitsland        | + | + | + |
| 2019 | Whistler     | Canada           | + | + | + |
| 2020 | Altenberg    | Duitsland        | + | + | + |
| 2021 | Altenberg    | Duitsland        | + | + | + |
| 2023 | Sankt Moritz | Zwitserland      | + | + | + |
| 2024 | Winterberg   | Duitsland        | + | + | + |
| 2025 | Lake Placid  | Verenigde Staten | + | + | + |

## Belgische deelnames
| Sporter            | AD     | Deelname in (eindklassering)                                                                |
| Mannen             | Mannen | Mannen                                                                                      |
| ------------------ | ------ | ------------------------------------------------------------------------------------------- |
| Roland Martiny     | 06     | 1990 (52), 1991 (37), 1992 (45), 1993 (DNF), 1994 (DNF), 1996 (41)                          |
| Olivier Collin     | 03     | 1990 (57), 1991 (39), 1992 (46)                                                             |
| Vincent Coget      | 01     | 1990 (DNF)                                                                                  |
| Colin Freeling     | 04     | 2021 (30), 2023 (29), 2024 (23), 2025 (27)                                                  |
| Vrouwen            |        |                                                                                             |
| Kim Meylemans      | 09     | 2015 (19), 2016 (14), 2017 (5), 2019 (20), 2020 (9), 2021 (9), 2023 (8), 2024 (), 2025 (11) |
| Aline Pelckmans    | 02     | 2024 (16), 2015 (23)                                                                        |
| Gemengdteam        |        |                                                                                             |
| Meylemans/Freeling | 01     | 2021 (11)                                                                                   |
| Pelckmans/Freeling | 02     | 2024 (13), 2025 (16)                                                                        |

## Nederlandse deelnames
| Sporter        | AD     | Deelname in (eindklassering)                                                           |
| Mannen         | Mannen | Mannen                                                                                 |
| -------------- | ------ | -------------------------------------------------------------------------------------- |
| Karel Merks    | 02     | 1989 (28), 1992 (32)                                                                   |
| George Kenter  | 07     | 1989 (32), 1990 (41), 1991 (23), 1992 (32), 1993 (27), 1994 (23), 1995 (22)            |
| Erik Castelein | 02     | 1989 (39), 1990 (47)                                                                   |
| René Geskes    | 01     | 1989 (43)                                                                              |
| Ben Josten     | 01     | 1990 (51)                                                                              |
| Henk Nydam     | 01     | 1990 (56)                                                                              |
| Paul Oprel     | 04     | 1992 (38), 1993 (38), 1994 (39), 1995 (42)                                             |
| Peter Kooi     | 02     | 1993 (42), 1995 (45)                                                                   |
| Peter van Wees | 07     | 2000 (35), 2001 (30), 2003 (22), 2004 (28), 2007 (25), 2008 (24), 2009 (21)            |
| Dirk Matschenz | 03     | 2004 (14), 2005 (dnf), 2007 (22)                                                       |
| Bram Zeegers   | 01     | 2019 (32)                                                                              |
| Vrouwen        |        |                                                                                        |
| Joska Le Conté | 08     | 2008 (25), 2009 (25), 2011 (17), 2012 (22), 2013 (21), 2015 (15), 2016 (15), 2017 (22) |
| Kimberley Bos  | 08     | 2016 (8), 2017 (14), 2019 (13), 2020 (15), 2021 (11), 2023 (), 2024 (9), 2025 ()       |

Lijst van wereldkampioenen skeleton
Alpineskiën ·
Biatlon ·
Bobsleeën ·
Curling (mannen/vrouwen/gemengd/gemengddubbel) ·
Freestyleskiën ·
IJshockey ·
Kunstschaatsen ·
Langlaufen ·
Noordse combinatie ·
Rodelen ·
Schaatsen (allround mannen/allround vrouwen/sprint mannen/sprint vrouwen/afstanden mannen/afstanden vrouwen) ·
Schansspringen ·
Shorttrack ·
Skeleton ·
Snowboarden